# 7019 Tagayuichan
7019 Tagayuichan eller 1992 EM1 är en asteroid i huvudbältet, som upptäcktes den 8 mars 1992 av den japanske amatörastronomen Atsushi Sugie i Dynic-observatoriet. Den är uppkallad efter den japanska staden Tagas maskot.
Asteroiden har en diameter på ungefär 12 kilometer.